# خاچاطور آوتیسیان
خاچاطور مخاکی آوتیسیان (ارمنی: Խաչատուր Մեխակի Ավետիսյան؛ انگلیسی: Ḥachatur Avetisyan؛ زاده ۱۴ آوریل ۱۹۲۶ – درگذشته ۲۷ ژوئن ۱۹۹۶) آهنگ‌ساز اهل ارمنستان بود.

## زندگی‌نامه
وی از کنسرواتوار دولتی کومیتاس ایروان فارغ‌التحصیل شده‌است جایی که وی زیر نظر ادوارد میرزویان آموزش دید. در سن ۲۵ سالگی وی نخستین آهنگساز بود که مفتخر به دریافت مدال طلا در مسابقات بین‌المللی برلین و مسکو شد. آوتیسیان در سال ۱۹۷۸ دپارتمان موسیقی فولک کنسرواتوار دولتی کومیتاس ایروان را بنیانگذاری نمود. وی با رقصنده فولک سونا آوتیسیان ازدواج نمود. پسر وی میکائل آوتیسیان رهبر سابق ارکستر فیلارمونیک ارمنستان بود. وی برنده جوایزی همچون، هنرمند مردمی ارمنستان شوروی و جایزه دولتی ارمنستان شوروی شد. وی در آرامستان مرکزی ایروان (توخماخ) به خاک سپرده شد.